# Hyrcanie
Pour la ancienne forteresse dans le désert de Judée, voir Hyrcania.

Empire achéménide

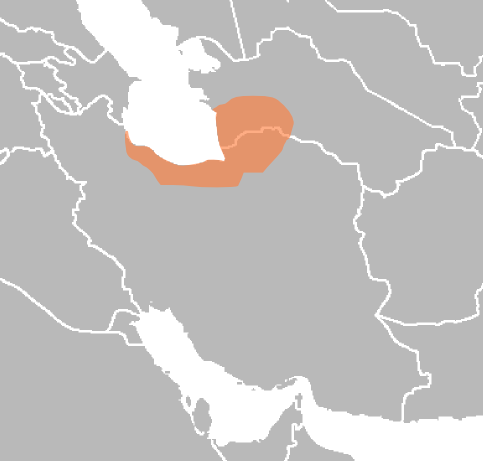
Localisation de l'Hyrcanie

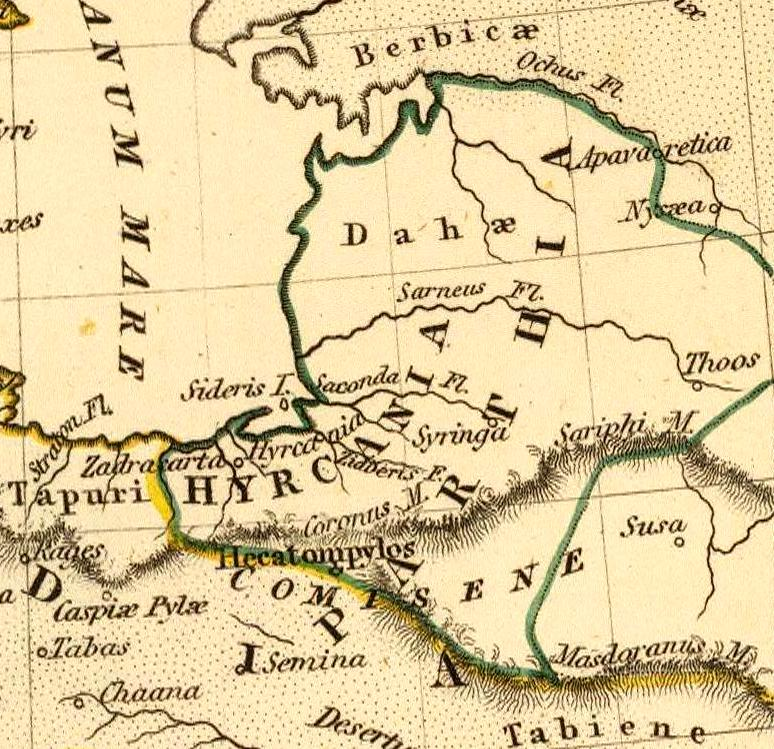
Hyrcanie, Arménie et Parthie (carte Henner)

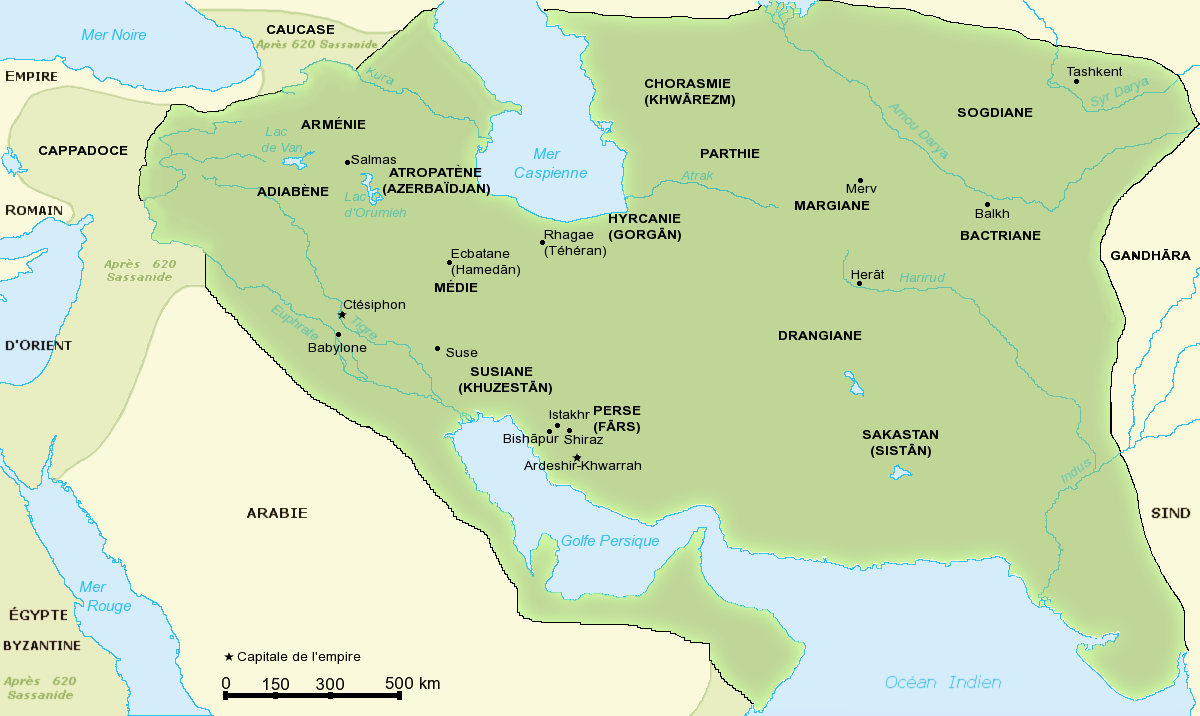
Empire des Sassanides (224-651) à son apogée.

L’Hyrcanie (ou Hyrcania ou Hircania ou Hyrkani, en grec : Ὑρκανία, en ancien persan : Verkâna, en avestique : Vəhrkō, en guilaki et mazandarani : Verk, en sanskrit : Vŗka वृक) est le nom qui, dans l'Antiquité, fut donné aux régions d'Asie situées au sud-est de la mer Caspienne au nord-est de l'Iran actuel (Guilan (province), Mazandéran, Province du Golestan), et au sud-ouest de l'actuel Turkménistan, autour de l'actuelle rivière Gorganrud (en) (ou Gorgân, ou Gorgan ou Gurgan) et de la ville de Gorgan (Iran). Les Grecs nommaient la mer Caspienne : « mer Hyrcanienne ».

## Histoire
L'Hyrcanie fut une province de la Médie, puis se trouva sous l'autorité des Perses Achéménides, après que Cyrus le Grand (-559/-529) eut construit son Empire. Elle devint ensuite une satrapie de l'Empire Perse des Achéménides gouvernée par Hystaspès. La capitale, qui était et la plus grande ville et le site du « palais royal », était Zadracarta (ou Gorgân ou Gurgan).
C'est à la frontière entre cette satrapie et la Parthie que Darius III, en fuite devant Alexandre le Grand, est assassiné en 330 av. J.-C. Plus tard, cette région est englobée dans le royaume des Parthes.

## Dirigeants
Cette liste ne saurait être exhaustive :
- Artasyras
- Astyages
- Megabernes
- Ochus (c. 425-423)
- Idernes (423-?)
- Terituchmes
- Phrataphernès (?-330)
- Amminapes (330)
- Autophradates (330-324)
- Phrataphernès (324-321)
- Philip (321-318)
- Eudemus (318-317)
- Nicanor (315-310)
- Andragoras (?-238)
- Artabanus (?-10 ap. J.-C.)
- Ardawan
- Gotarzes (46-47)
- Vistahm (591-596)
- Smbat Bagratuni (596-602)

## Représentation dans les arts
Dans la littérature antique puis post-antique, l'Hyrcanie est souvent utilisée comme référence en tant que région sauvage où rôdent de nombreux tigres. Dans l'Énéide, épopée du poète latin Virgile, la reine Didon déplore la cruauté du héros troyen Énée qui veut quitter Carthage alors qu'ils sont amoureux, et affirme que le héros, loin d'être fils de Vénus comme il l'affirme, a été nourri par le lait de tigresses d'Hyrcanie.
L'Hyrcanie est également mentionnée dans l'un des épigrammes du poète latin Martial : « Habitué à lécher la main confiante de son maître, un tigre, la merveille et la gloire des forêts, de l'Hyrcanie, a, dans sa fureur, déchiré de sa dent cruelle un farouche lion. Chose inouïe, dont on n'avait pas eu d'exemple jusqu'à nos jours ! Tant qu'il vécut an fond des forêts, ce tigre n'eut jamais pareille audace ; depuis qu'il 'est parmi nous, il est devenu plus féroce. ».
Dans la littérature française du XIXe siècle, Théophile Gautier dans Mademoiselle de Maupin puis Paul Verlaine dans son poème « Dans la grotte » (vers 3) du recueil Fêtes galantes, détournent cette figure pour parler de « tigresse d'Hyrcanie » à propos d'une femme cruelle, dans un contexte de discours amoureux fleuri.